# ジュリア・ルイス＝ドレイファス
ジュリア・ルイス＝ドレイファス（Julia Louis-Dreyfus, 本名: Julia Scarlett Elizabeth Louis-Dreyfus, 1961年1月13日 - ）は、アメリカ合衆国出身の女優、コメディアン、プロデューサー。ニューヨーク市マンハッタン出身。アメリカの国民的テレビシリーズ『となりのサインフェルド』のレギュラーの1人、エレイン役で有名。

## 略歴
フランス系ユダヤ人。父ジェラール・ルイ＝ドレフュス（別名ウィリアム・ルイス＝ドレイファス）はルイ＝ドレフュス財閥の出で、『フォーブス』誌によると29億ドルの資産を持つ大富豪である。
また、大富豪でフランスのサッカークラブ、オリンピック・マルセイユの主要株主のロベール・ルイ＝ドレフュスは従兄にあたる。

## キャリア
1982年から1985年の間、『サタデー・ナイト・ライブ』のメンバーとして参加。コメディエンヌとしての腕を磨く。このとき、後に『となりのサインフェルド』を手掛けることとなるラリー・デヴィッドと出会う。
その後もいくつかのコメディ番組や映画に出演した彼女は、1990年よりデイヴィッドが手掛けるコメディシリーズ『となりのサインフェルド』のレギュラーとして出演。ドラマはアメリカのテレビ史上最大のヒット作の1つ言われる番組となり、このエレイン役として彼女は特に有名となる。エミー賞でも助演女優賞を一度受賞し、7年に渡って候補になっている。
『となりのサインフェルド』終了後は製作も務めた『Watching Ellie』で主演をしたが、キャンセルの憂き目に遭う。このいわゆる「サインフェルドの呪い」と言われるジンクスに当たった彼女は長らく低迷を続けていたが、2006年よりスタートしたCBSの『The New Adventures of Old Christine』は視聴率・内容ともに好調なものとなり、事実上の復活を果たす。第58回プライムタイム・エミー賞でも主演女優賞を受賞した。
2012年よりスタートしたHBOのコメディドラマ『Veep／ヴィープ』では主演だけでなく、プロデューサー(製作)としても参加し、エミー賞主演女優賞を2012年から2017年まで6年連続で受賞しているほか、2015年から2017年まで3年連続で作品賞 (コメディシリーズ部門)と主演女優賞の両方で受賞を果たした。
また、2013年には映画『おとなの恋には嘘がある』に出演し、ゴールデングローブ賞 主演女優賞 (ミュージカル・コメディ部門)にノミネートされた。

## 出演作品

### 映画
| 年   | 題名                                                                                  | 役名                                                     | 備考             |
| ---- | ------------------------------------------------------------------------------------- | -------------------------------------------------------- | ---------------- |
| 1986 | トロル Troll                                                                          | ジャネット・クーパー                                     |                  |
| 1986 | ハンナとその姉妹 Hannah and Her Sisters                                               | メアリー                                                 |                  |
| 1986 | ミスター・ソウルマン Soul Man                                                         | リサ・スティンソン                                       |                  |
| 1989 | ナショナル・ランプーン/クリスマス・バケーション National Lampoon's Christmas Vacation | マーゴ・チェスター                                       |                  |
| 1993 | みんな愛してる Jack the Bear                                                          | ペギー・エティンガー                                     |                  |
| 1994 | ノース 小さな旅人 North                                                               | ノースの母                                               |                  |
| 1996 | ニール・サイモンのロンドン・スイート London Suite                                     | デボラ                                                   | TVM              |
| 1997 | ファーザーズ・デイ Fathers' Day                                                       | キャリー・ローレンス                                     |                  |
| 1997 | 地球は女で回ってる Deconstructing Harry                                               | レスリー                                                 |                  |
| 1998 | バグズ・ライフ A Bug's Life                                                           | アッタ                                                   | 声の出演         |
| 2013 | プレーンズ Planes                                                                     | ロシェル                                                 | 声の出演         |
| 2013 | おとなの恋には嘘がある Enough Said                                                    | エヴァ                                                   |                  |
| 2020 | ダウンヒル Downhill                                                                   | ビリー・スタウントン                                     | 兼製作           |
| 2020 | 2分の1の魔法 Onward                                                                   | ローレル・ライトフット                                   | 声の出演         |
| 2021 | ブラック・ウィドウ Black Widow                                                        | コンテッサ・ヴァレンティーナ・アレグラ・デ・フォンテーヌ | カメオ出演       |
| 2022 | ブラックパンサー/ワカンダ・フォーエバー Black Panther: Wakanda Forever                | コンテッサ・ヴァレンティーナ・アレグラ・デ・フォンテーヌ |                  |
| 2023 | 終わりの鳥 Tuesday                                                                    | ゾラ                                                     | 日本公開は2025年 |
| 2025 | サンダーボルツ* Thunderbolts*                                                         | コンテッサ・ヴァレンティーナ・アレグラ・デ・フォンテーヌ |                  |

### テレビ
| 年                           | 題名                                                               | 役名                                                     | 備考 |
| ---------------------------- | ------------------------------------------------------------------ | -------------------------------------------------------- | --- |
| 1982 - 1985 2006 - 2007 2016 | サタデー・ナイト・ライブ Saturday Night Live                       | 複数の役                                                 | 60エピソード |
| 1998                         | ファミリータイズ Family Ties                                       | スーザン・ホワイト                                       | 1エピソード |
| 1990 - 1998                  | となりのサインフェルド Seinfeld                                    | エレイン・ベネス                                         | メインキャスト 177エピソード エミー賞 助演女優賞（コメディシリーズ部門）受賞 ゴールデングローブ賞 助演女優賞（シリーズ・ミニシリーズ・テレビ映画部門）受賞 全米映画俳優組合賞 女優賞（コメディシリーズ部門）受賞(1996,1997年) 全米映画俳優組合賞 アンサンブル賞（コメディシリーズ部門）受賞(1996,1997年)                 |
| 1992                         | 恐竜家族 Dinosaurs                                                 | ヘザー・ワーシントン                                     | 声の出演 1エピソード |
| 1997                         | ヘイ・アーノルド! Hey Arnold!                                      | ミス・フェルター                                         | 声の出演 1エピソード |
| 2000 - 2001 2009             | ラリーのミッドライフ★クライシス Curb Your Enthusiasm               | ジュリア・ルイス＝ドレイファス / エレイン・ベネス        | 8エピソード |
| 2001 2007 - 2008             | ザ・シンプソンズ The Simpsons                                      | グロリア                                                 | 声の出演 3エピソード |
| 2004 - 2005                  | アレステッド・ディベロプメント Arrested Development                | マギー・リザー                                           | 4エピソード |
| 2006 - 2010                  | The New Adventures of Old Christine                                | クリスティン・キャンベル                                 | 主演 88エピソード |
| 2010                         | 30 ROCK/サーティー・ロック 30 Rock                                 | リズ・レモン                                             | 1エピソード |
| 2012 -                       | Veep／ヴィープ                                                     | セリーナ・メイヤー                                       | 主演兼製作（2012年 - 2014年）、製作総指揮（2015年 - ） エミー賞 作品賞（コメディ部シリーズ門）受賞(2015-2017年) エミー賞 主演女優賞（コメディシリーズ部門）受賞(2012-2017年) 全米映画俳優組合賞 女優賞（コメディシリーズ部門）受賞(2016,2017年) 放送映画批評家協会賞 主演女優賞（コメディシリーズ部門）受賞(2013,2014年) |
| 2021                         | ファルコン＆ウィンターソルジャー The Falcon and the Winter Soldier | コンテッサ・ヴァレンティーナ・アレグラ・デ・フォンテーヌ | 2エピソード |